# San Francisco (Goicoechea)
San Francisco – dystrykt w Kostaryce, w kantonie Goicoechea, w prowincji San José.

## Geografia
San Francisco ma powierzchnię 0,57 kilometrów kwadratowych i leży na wysokości 1 172 m n.p.m.

## Demografia
Według zliczenia ludności w 2011 roku w dystrykcie San Francisco mieszkało 2 032 mieszkańców.

## Transport

### Transport drogowy
Przez dystrykt San Francisco biegną następujące drogi krajowe:
- Droga krajowa nr 32
- Droga krajowa nr 108
- Droga krajowa nr 219